# 4885 Grange
4885 Grange (1980 LU) là một tiểu hành tinh vành đai chính được phát hiện ngày 10 tháng 6 năm 1980 bởi Shoemaker, C. S. ở Palomar.